# 180 jours (série)
 (septembre 2022).
180 jours est une émission de télévision documentaire québécoise en 28 épisodes de 45 minutes produite par Avanti Groupe et diffusée depuis le 10 septembre 2018 à Télé-Québec.

## Résumé
180 jours est une série documentaire, qui base son nom sur le fait qu'il y a 180 jours dans le calendrier scolaire québécois. Cette série suit le quotidien d'une école secondaire, de la rentrée au bal des finissants. On peut donc y voir le cheminement de certains élèves et enseignants, afin de comprendre les défis auxquels tous font face.

## Fiche technique
- Titre original : 180 jours
- Diffuseur : Télé-Québec
- Réalisatrice : Mélissa Beaudet[2]
- Musique : Jean-Olivier Bégin
- Recherchistes: Mélissa Beaudet et Stéphanie Pouliot
- Monteur principal:Jules Saulnier
- Productrice au contenu : Hugo Roberge
- Productrice déléguée : Amélie Vachon
- Producteur : Luc Wiseman
- Sociétés de production : Avanti Groupe
- Pays d'origine : Québec, Canada
- Langue originale : Français
- Genre : Documentaire
- Nombre de saisons : 3
- Nombre d'épisodes : 28

## Épisodes

### Première saison (2018)
1. Repartir à zéro
2. Un loup dans la bergerie
3. La grande séduction
4. Face à la réalité
5. Dire merci
6. Quand rien ne va plus
7. Les premières fois
8. Le poids des mots
9. Embrasser la différence
10. Repousser ses limites
11. Des outils pour la vie
12. Voler de ses propres ailes

### Deuxième saison (2019)
1. Le cœur de Saint-Henri
2. La grande désillusion
3. Donner sans compter
4. Les routes secondaires
5. Au-delà des murs
6. Remettre les pendules à l'heure
7. La force du lien
8. Ce n'est qu'un au revoir

### Troisième saison (2020)
1. Les retrouvailles
2. À «boutte» des cells
3. Tester la limite
4. Garder son calme
5. Ouvrir son cœur
6. Le choc de la réalité
7. Une seconde chance
8. Une fin précipitée

## Nominations

### Prix Gémeaux
- Meilleure direction photographique : affaires publiques, documentaire – série (2020)
- Meilleur montage : affaires publiques, documentaire – série (2020)

### Gold World Medal - New York Festivals International TV & Film Awards
- Documentary – Educational/Instructional (2020)